# Alexander Andrejewitsch Aljoschin
Alexander Andrejewitsch Aljoschin (russisch Александр Андреевич Алёшин; * 26. August 1909 in Moskau; † 9. März 1987 ebenda) war ein sowjetischer Theater- und Film-Schauspieler sowie Estrada-Sänger.

## Leben
Aljoschin schloss 1930 seine Ausbildung als Zirkuskünstler ab und war in den nächsten zehn Jahren als Estradasänger aktiv. Von 1935 bis 1938 stand er bei Mosestrada unter Vertrag, ehe er 1939 zum Kulturhaus der Eisenbahner wechselte, um dort zunächst bis 1940 im Bereich „Estradatheater“ zu wirken, dann jedoch zum Estradakollektiv des Hauses zu wechseln. Von 1941 bis 1945 unterbrach Aljoschin seine künstlerische Laufbahn und arbeitete in einer Fabrik. 1960 wurde er vom Filmstudio Mosfilm verpflichtet und war dort bis 1967 als Regieassistent tätig.
Aljoschin trat für 15 Filme vor die Kamera, sein Debüt gab er als Offizier in Segel im Sturm (1953). Ähnliche Rollen hatte er auch in Бессмертный гарнизон (Bessmertny garnison, 1956), Я, Шаповалов Т.П. (Ich bin Schapowalow) und Юнга Северного флота (Junga Sewernogo flota, beide 1973). Er war ferner in vier Märchenfilmen, davon drei unter der Regie Alexander Rous zu sehen und ebenso als Hunter in Jim Hawkins wundersame Abenteuer (1971), einer Adaption von Robert Louis Stevensons Die Schatzinsel. Aljoschin trat ausschließlich in Neben- und Statistenrollen in Erscheinung.

## Trivia
Alexander Aljoschin ist zugleich der Name eines fiktiven Detektivs, der als Filmfigur in Два билета на дневной сеанс (Dwa bileta na dnewnoi seans, 1966) und Der Kreis (Круг, Krug, 1972) zu sehen ist.

## Filmografie (Auswahl)
- 1953: Segel im Sturm (Admiral Uschakow)
- 1960: Die verzauberte Marie (Marija-Iskysniza)
- 1963: Im Königreich der Zauberspiegel (Korolestwo kriwych serkal)
- 1970: Die schöne Warwara (Warwara-Krasa, dlinnaja kosa)
- 1971: Jim Hawkins wundersame Abenteuer (Ostrow sokrowischtsch)
- 1972: Der Hirsch mit dem goldenen Geweih (Solotye roga)
- 1979: Herbstglocken (Ossennije kolokola)